# Aaron Cel
Aaron Azia Aleksander Cel (nacido el 4 de marzo de 1987 en Orleans) es un jugador de baloncesto francés de ascendencia polaca que actualmente pertenece a la plantilla del Twarde Pierniki Toruń de la PLK polaca. Con 2,03 metros de altura juega en la posición de Ala-Pívot. Es internacional absoluto con Polonia.

## Trayectoria

### Le Mans Sarthe Basket
Formado en las categorías inferiores del Le Mans Sarthe Basket, hizo su debut como profesional en 2005 con 18 años, estando hasta 2007 en el club. Disputó un total de 8 partidos de liga entre las dos temporadas, jugó 2 partidos en la Euroliga 2006-07 y ganó en 2006 la Pro A y la Semaine des As.

### Pro B
Las siguientes cuatro temporadas las pasó en la segunda división francesa, la Pro B, jugando las dos primeras temporadas en el Étendard de Brest, la 2009-2010 en el Boulazac Basket Dordogne y la 2010-2011 en el Hermine de Nantes Atlantique.
Disputó un total de 54 partidos de liga en las dos temporadas que estuvo en Brest, con un promedio de 8,3 puntos, 3,7 rebotes y 1,1 asistencias en 20,5 min de media.
En Boulazac jugó 18 partidos con un promedio de 5,8 puntos, 3 rebotes y 1,2 asistencias en 18 min de media, mientras que en Nantes jugó 34 partidos con un promedio de 12,1 puntos, 6 rebotes, 1,5 asistencias y 1 robo de balón en 25 min de media.

### PGE Turów Zgorzelec
En el verano de 2011 fichó por el Turów Zgorzelec polaco, donde estuvo hasta 2013. Jugó 88 partidos de liga entre las dos temporadas, promediando 8,6 puntos, 5,2 rebotes y 1,1 asistencias. En la Eurocup 2011-2012 jugó 6 partidos con un promedio de 6,8 puntos, 4,1 rebotes y 1 asistencia, y en la VTB United League 2012-2013 jugó 18 partidos, promediando 9,1 puntos y 6,7 rebotes. En 2013 fue seleccionado para el All-Star de la TBL y a final de temporada fue elegido Mejor Polaco de la VTB United League y escogido en el Tercer Quinteto de la TBL.

### Stelmet Zielona Góra
En 2013 firmó con el Stelmet Zielona Góra donde estuvo hasta 2015. En su segunda temporada ganó la TBL, la Copa Polaca, la Supercopa Polaca y fue elegido en el Mejor Quinteto de la TBL. Jugó 88 partidos jugados de liga entre las dos temporadas, promediando 8,4 puntos, 4,6 rebotes, 1 asistencia y 1 robo de balón. En la Euroliga 2013-14 jugó 8 partidos con un promedio de 6,5 puntos y 4,3 rebotes, aunque su equipo quedó último del Grupo C con un balance de 2 victorias y 8 derrotas. Al no clasificarse para el Top-16 fueron enviados a la Eurocup, donde en 6 partidos promedió 8,8 puntos, 4,8 rebotes y 1,1 asistencias. En la Eurocup 2014-15 jugó 10 partidos con un promedio de 7 puntos, 4,5 rebotes, 2,3 asistencias y 1,2 robos de balón.

### AS Mónaco Basket
En la temporada 2015-2016 regresó a Francia para enrolarse en las filas del recién ascendido AS Mónaco Basket.

## Selección nacional

### Categorías inferiores con Francia
Disputó con las categorías inferiores de la selección francesa el Campeonato Europeo Sub-16 de 2003 en España, el Campeonato Europeo Sub-18 de 2005 en Serbia y el Campeonato Europeo Sub-20 de 2005 celebrado entre Eslovenia e Italia, donde Francia quedó en 9.ª posición. Jugó 8 partidos con un promedio de 14,4 puntos, 4,4 rebotes, 1 asistencia y 1,4 robos de balón en 23,4 min de media.

### Selección Polaca
Debutó con la selección absoluta de Polonia en 2014 en la fase de clasificación para el Eurobasket 2015. En 6 partidos promedió 12 puntos, 5 rebotes, 1,8 asistencias y 1 robo de balón en 24 min, siendo el cuarto mejor anotador del equipo por detrás de Adam Waczyński, Mateusz Ponitka y Damian Kulig.
Participó en el Eurobasket 2015 donde Polonia quedó en 11.ª posición, jugando 6 partidos y promediando 5,5 puntos y 4,2 rebotes en 18,3 min.
Los siguientes torneos en los que participaría fueron el Eurobasket 2017 y la Copa Mundial de Baloncesto de 2019.
En septiembre de 2022 disputó con el combinado absoluto polaco el EuroBasket 2022, finalizando en cuarta posición.